# Jean-Baptiste Urrutia
Jean-Baptiste Urrutia (Aldudes, 6 novembre 1901 – Montauban, 15 gennaio 1979) è stato un arcivescovo cattolico e missionario francese.

## Biografia

### Infanzia e formazione
Jean-Baptiste Urrutia nacque il 6 novembre 1901 ad Aldudes. La famiglia di suo padre era di origine spagnola dei Paesi Baschi, emigrati in Francia durante le guerre carliste. 
Studiò presso il collège d'Hasparren gestito dai Fratelli delle scuole cristiane dal 1911 al 1913 poi passò al collège de Belloc fino al 1919. Successivamente entrò al seminario minore di Bayonne per due anni per studiare filosofia e teologia ed al termine chiese di poter entrare nel seminario per le missioni estere e venendone ammesso nel 1921.

### Ministero sacerdotale
Fu ordinato diacono il 7 marzo 1925 e presbitero il 6 giugno seguente in entrambe le occasioni dall'arcivescovo Jean de Guébriant. Nel settembre di quell'anno fu assegnato alla missione in Indocina.
Giunto a destinazione, fu nominato professore per il seminario minore di An Ninh insegnando francese e latino. Nel 1937 venne nominato provicario e nel 1938 divenne direttore del seminario minore. Pur desiderando di servire in parrocchia, specialmente per imparare bene il vietnamita e poter conoscere la cultura in cui era immerso, servì pazientemente il ruolo affidatogli di insegnante in quanto consapevole di avere la responsabilità di dover formare un clero locale.

### Ministero episcopale
Il 12 febbraio 1948 papa Pio XII lo nominò vicario apostolico di Huê assegnandogli la sede titolare di Isauropoli. Ricevette l'ordinazione episcopale il 27 maggio successivo per imposizione delle mani dell'arcivescovo Antonin-Fernand Drapier.
La sua nomina avvenne in un periodo di grandi sconvolgimenti per il Vietnam e tutto il suo ministero fu segnato dalle difficoltà. Durante gli ultimi anni del conflitto dovette subire anche il fermo da parte dei militari giapponesi e messo sotto stretta sorveglianza insieme ad altri suoi connazionali.
Con la divisione del Vietnam in due stati, il vicariato di Huê venne a trovarsi nel sud ma anche al confine.
La relativa tranquillità offerta dal governo del Vietnam del Sud non risparmiava comunque il territorio dalle gravi condizioni sociali provocate dalla guerra e dai pericoli degli assalti dei Viet Cong.
Resse il vicariato per dodici anni, svolgendo il suo ruolo missionario con zelo, preoccupandosi di garantire l'istruzione e la buona formazione dei seminaristi, organizzando corsi di catechismo nelle zone più lontane, garantendo l'assistenza per i bisognosi fuggiti dalle persecuzioni, sempre mostrandosi affabile e disponibile con tutti tanto da essere ricordato negli anni a venire per la sua gentilezza e forza d'animo.
Fu padre conciliare durante il Concilio Vaticano II partecipando a tutte le quattro sessioni. Rassegnò le dimissioni il 24 novembre 1960 e venendo contestualmente elevato ad arcivescovo con l'assegnazione della sede titolare arcivescovile di Scarpanto.
Rimase in Vietnam fino al 1975 quando, con suo grande dispiacere, fu espulso dal paese riunificato al termine della guerra.
Tornato in Francia, visse gli ultimi anni a Montauban dove morì il 15 gennaio 1979 all'età di 77 anni.

## Genealogia episcopale
La genealogia episcopale è:
- Patriarca Eliya XII Denha
- Patriarca Yukhannan VIII Hormizd
- Vescovo Isaie Jesu-Yab-Jean Guriel
- Arcivescovo Augustin Hindi
- Patriarca Yosep VI Audo
- Patriarca Eliya XIV Abulyonan
- Patriarca Yosep Emmanuel II Thoma
- Vescovo François David
- Arcivescovo Antonin-Fernand Drapier, O.P.
- Arcivescovo Jean-Baptiste Urrutia, M.E.P.